# Trego (Wisconsin)
Pour les articles homonymes, voir Trego.
Trego est une ville du comté de Washburn dans l'état du Wisconsin aux États-Unis.
En 2000 sa population était de 885 habitants.
La ville se trouve à l'intersection de l'U.S. Highway 53 et de l'U.S. Highway 63.